# Leucopternis kuhli
Leucopternis kuhli е вид птица от семейство Ястребови (Accipitridae).

## Разпространение
Видът е разпространен в Боливия, Бразилия и Перу.